# Massachusetts en la guerra de Secesión
La Mancomunidad de Massachusetts desempeñó un papel importante en los acontecimientos nacionales antes y durante la guerra de Secesión (1861-1865). Los republicanos de Massachusetts dominaron el movimiento antiesclavista inicial durante la década de 1830, motivando a activistas en todo el país. Esto, a su vez, incrementó el seccionalismo en el Norte y el Sur, uno de los factores que condujeron a la guerra.  Los políticos de Massachusetts, haciendo eco de las opiniones de los activistas sociales, intensificaron aún más la tensión nacional. El estado estaba dominado por el Partido Republicano y también albergaba a muchos líderes republicanos que promovían el trato severo a los dueños de esclavos y, posteriormente, a los exlíderes civiles de los Estados Confederados de América y a los oficiales militares del Ejército Confederado.
Una vez que comenzaron las hostilidades, Massachusetts apoyó el esfuerzo bélico de varias maneras importantes, enviando 159.165 hombres para servir en el Ejército de la Unión y la Armada de la Unión para el leal Norte. Una de las unidades más conocidas de Massachusetts fue el 54.º Regimiento de Infantería Voluntaria de Massachusetts, el primer regimiento de soldados afroamericanos (liderado por oficiales blancos). Además, varios generales importantes provenían de Massachusetts, entre ellos Benjamin F. Butler y Joseph Hooker, quien comandó el Ejército del Potomac a principios de 1863, así como Edwin V. Sumner y Darius N. Couch, quienes comandaron sucesivamente el II Cuerpo del Ejército de la Unión.
En cuanto a material bélico, Massachusetts, como centro industrial y manufacturero líder, estaba a punto de convertirse en un importante productor de municiones y suministros. La principal fuente de armamento en Massachusetts era la Armería de Springfield del Departamento de Guerra de los Estados Unidos.
El estado también realizó importantes contribuciones a las labores de socorro. Muchos líderes de organizaciones de enfermería y de ayuda a soldados provenían de Massachusetts, entre ellos Dorothea Dix, fundadora de la Oficina de Enfermeras del Ejército; el reverendo Henry Whitney Bellows, fundador de la Comisión Sanitaria de los Estados Unidos; y la enfermera independiente Clara Barton, futura fundadora de la Cruz Roja Americana.

## Política antes de la guerra y en tiempos de guerra

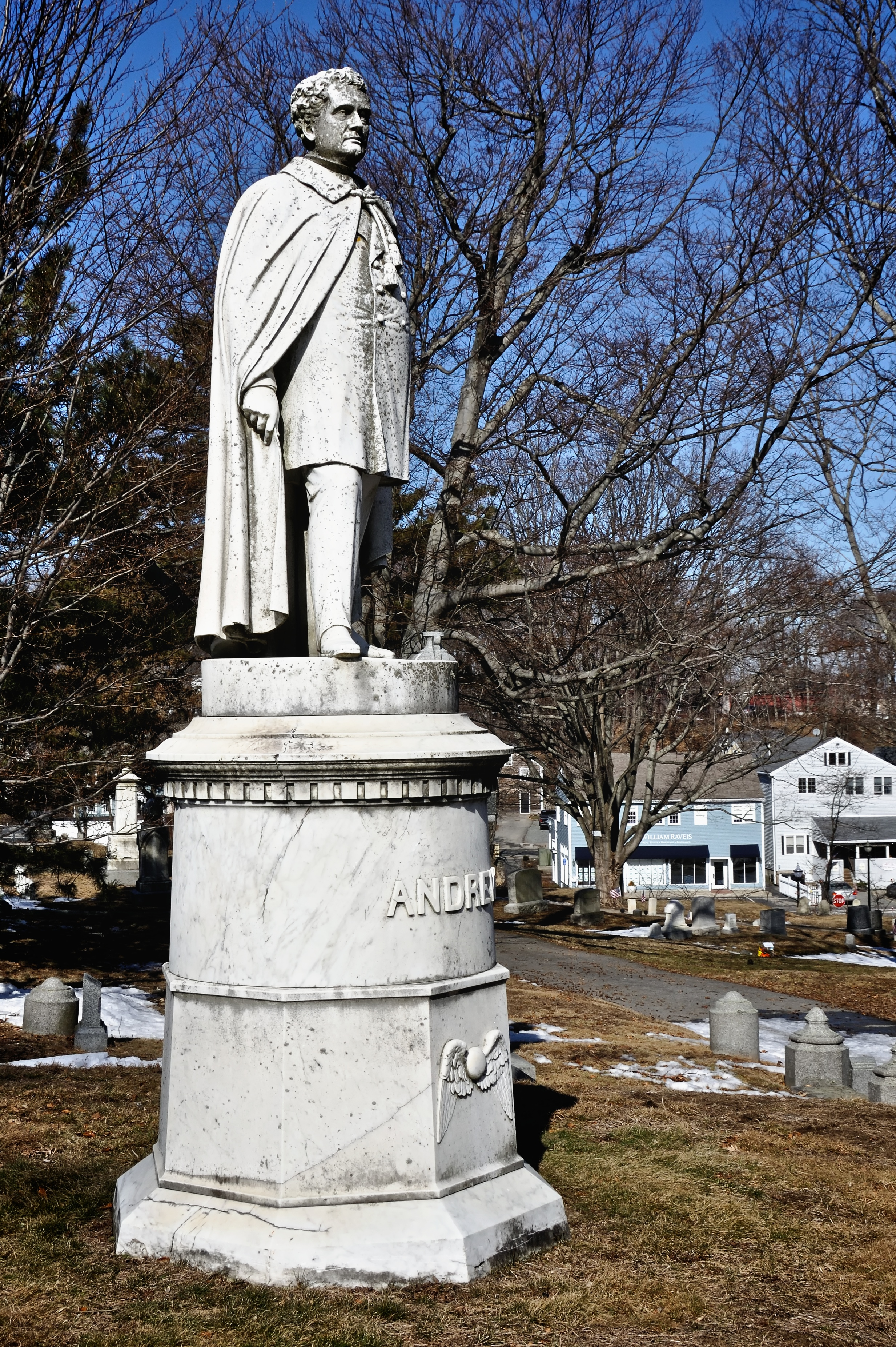
Una estatua en tiempos de guerra del gobernador John Albion Andrew en Hingham, Massachusetts.

Massachusetts jugó un papel importante en las causas de la guerra de Secesión, particularmente con respecto a las ramificaciones políticas del movimiento abolicionista antiesclavista. Los activistas antiesclavistas de Massachusetts buscaron influir en la opinión pública y presionaron moral y políticamente al Congreso de los Estados Unidos para que aboliera la esclavitud. William Lloyd Garrison (1805-1879), de Boston, comenzó a publicar el periódico antiesclavista The Liberator y fundó la Sociedad Antiesclavista de Nueva Inglaterra en 1831, convirtiéndose en uno de los editores y abolicionistas más influyentes del país. Garrison and his uncompromising rhetoric provoked a backlash both in the North and South and escalated regional tension prior to the war.
A finales de la década de 1850, el Partido Republicano, antiesclavista, se convirtió en la organización política dominante en varios estados del noreste. Entre los líderes republicanos prominentes de Massachusetts se encontraban los senadores estadounidenses Charles Sumner y Henry Wilson, quienes compartían las ideas de Garrison y avivaron el seccionalismo. En 1856, Sumner pronunció un discurso mordaz en el Senado de los Estados Unidos, criticando e insultando a los políticos demócratas sureños proesclavistas. Esto provocó que el representante Preston Brooks, de Carolina del Sur, atacara posteriormente al senador Sumner en el pleno del Senado, golpeándolo brutalmente en la cabeza y los hombros con un bastón. Sumner resultó tan gravemente herido que no regresó a sus funciones en el Senado durante varios meses. El incidente agravó aún más las tensiones seccionales.
En 1860, los republicanos controlaban la oficina del gobernador y la legislatura estatal. Durante las elecciones presidenciales de 1860, el 63 por ciento de los votantes de Massachusetts apoyó a Abraham Lincoln y al Partido Republicano, el 20 por ciento apoyó a Stephen A. Douglas del ala norte del Partido Demócrata, el 13 por ciento apoyó a John C. Bell y al tercer partido temporal, el Partido de la Unión Constitucional, y el 4 por ciento apoyó a John C. Breckinridge y los demócratas del sur. El apoyo al Partido Republicano aumentó durante los años de guerra, con un 72 por ciento votando por Lincoln para la reelección en las elecciones de 1864.
La figura política dominante en Massachusetts durante la guerra fue el gobernador John Albion Andrew, un republicano acérrimo que apoyó enérgicamente el esfuerzo bélico.  Massachusetts lo reeligió anualmente por amplios márgenes durante la guerra: su margen de victoria más pequeño ocurrió en 1860 en su primera elección, con el 61 por ciento del voto popular, y el más grande en 1863, con el 71 por ciento.

## Reclutamiento
Massachusetts envió un total de 159.165 hombres a servir en la guerra. De estos, 133.002 sirvieron en el Ejército de la Unión y 26.163 sirvieron en la Armada de la Unión. Las unidades del ejército que se formaron en Massachusetts consistieron de 62 regímenes de infantería, 6 regímenes de caballería, 16 batallones de artillería ligera, 4 regímenes de artillería pesada, 2 compañías de tiradores, varios batallones independientes  y 26 compañías voluntarias independientes.

### Minutemendel 61

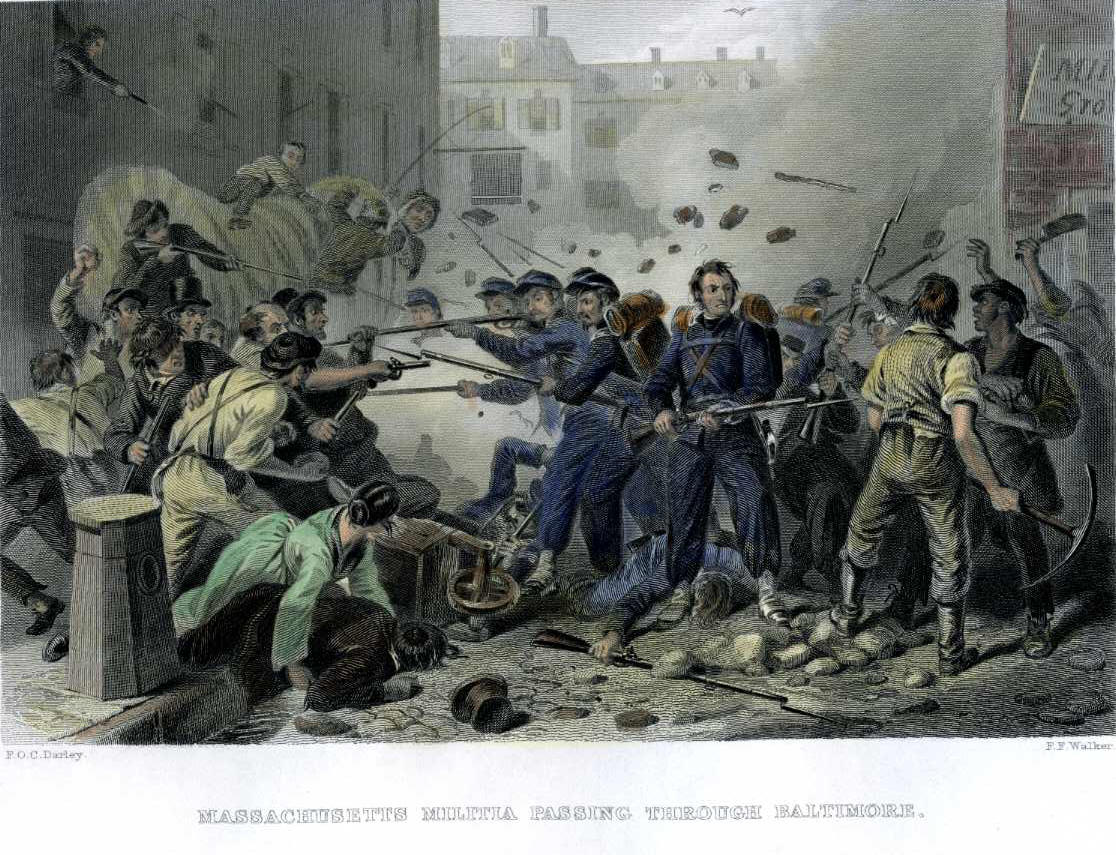
El asalto a la Sexta de Massachusetts en Baltimore el 19 de abril de 1861.

El gobernador John Albion Andrew tomó cargo de su puesto en enero de 1861, dos semanas después de la secesión de Carolina del Sur. Convencido de que la guerra era inminente, Andrew adoptó medidas rápidas para preparar a la milicia del estado para tal hecho. El 15 de abril de 1861, Andrew recibió un telégrafo de Washington solicitándole 1,500 hombres de Massachusetts para servir por noventa días. Al día siguiente, varias compañías de la 8.ª Milicia Voluntaria de Massachusetts, procedentes de Marblehead fueron las primeras en presentarse en Boston. Para el final del día, tres regimientos estaban listos para partir a la capital estadounidense. 
Mientras pasaban por Baltimore el 19 de abril de 1861, la Sexta de Massachusetts fue atacada por un comando pro-secesión, convirtiéndose en la primera tropa de voluntarios en sufrir daños y bajas en la guerra. La Sexta de Massachusetts también fue la primera compañía en llegar a Washington D. C. en respuesta al llamado de Lincoln. Lincoln esperó la llegada de otros regimientos adicionales, pero ninguno apareció durante bastantes días.  Mientras realizaba una inspección sobre la Sexta de Massachusetts, Lincoln dijo "No estoy seguro de que exista algún Norte... Ustedes son los únicos representantes del norte".
Considerando que la Sexta de Massachusetts alcanzó Washington el 19 de abril (en el aniversario de las batallas de Lexington y Concord, las cuales comenzaron la Revolución de los Estados Unidos) y otros regimientos de Massachusetts estaban de camino a Washington y Virginia en esa fecha, la primera Milicia en dejar Massachusetts fue llamada "La Minutemen del '61".

### Reclutamiento de los regimientos trienales
Cuando la primera oleada de entusiasmo por el alistamiento amainó, el gobierno del estado realizó esfuerzos para reclutar decenas de miles de soldados para apoyar las líneas federales. La gran mayoría de esas tropas cumplirían un servicio de tres años de duración. Las oficinas de reclutamiento estaban abiertas en prácticamente todos los municipios del estado, y durante todo  1861, los reclutas de Massachusetts superaron la demanda. Sin embargo, para el verano de 1862, el reclutamiento había disminuido considerablemente. Por ello, el 7 de julio de 1862, Andrew instituyó un sistema donde el las cuotas de reclutamiento de cada pueblo o ciudad eran proporcionales a su población. Esto motivó de forma efectiva a los líderes locales a incrementar el alistamiento.

### 28.º Regimiento Voluntario de Infantería de Massachusetts
El 28.º Regimiento de Infantería de Massachusetts era conocido como el cuarto regimiento de la famosa Brigada Irlandesa, comandado por el general de brigada Thomas Francis Meagher. Fue el segundo regimiento irlando-estadounidense voluntario de infantería reclutado en Massachusetts para la Guerra de Secesión (el primero fue el 9.º de Massachusetts).  
El lema del regimiento, también grito de guerra era Faugh a Ballagh (¡Despejen el camino!). Los hombres del 28.º de Massachusetts participaron en la mayoría de los principales combates del Ejército de la Unión en el este, incluyendo Antietam, Fredericksburg, Chancellorsville, Gettysburg, la Campaña Overland y el Asedio de Petersburg. El regimiento estuvo presente en la rendición del general Robert E. Lee ante el general Ulysses S. Grant en la Casa de Justicia de Appomattox, hecho que marcó el fin efectivo de la Guerra de Secesión, el 9 de abril de 1865. 

### 37º Regimiento Voluntario de Infantería de Massachusetts
El regimiento se formó en septiembre de 1862 en el Campamento Briggs, bajo el mando del Mayor Oliver Edwards, y prestó servicio hasta el final de la guerra en abril de 1865. Constaba de compañías de infantería ligera del tipo zuavas conocidas como "Zuavas de Tremont", bajo el mando del Capitán C.S. Bird.
El 37.º Regimiento de Massachusetts participó en numerosas batallas, comoFredericksburg y Gettysburg, El regimiento también intervino en la ciudad de Nueva York tras los incidentes del motín del reclutamiento. Además, los hombres del 37º participaron en el Sitio de Petersburg y en la persecución y destrucción final del ejército de Robert E. Lee.
Un soldado de este regimiento, David Dunnels White capturó en la batalla de Sailor's Creek (Virginia, 6 de abril de 1865) al Mayor General Confederado George Washington Custis Lee, hijo del afamado general Robert E. Lee.

### 54.° Infantería de Massachusetts
Uno de los más celebres regimientos formados en Massachusetts era la 54ª Infantería de Massachusetts, el primer regimiento en el ejército de la Unión con soldados afroamericanos; aunque siempre comandado por oficiales blancos. Con la Proclamación de Emancipación en efecto desde el 1 de junio de 1863, Andrew vio la oportunidad de reclutar a más efectivos. Tras recibir el permiso del Presidente Lincoln, Andrew, asesorado por el abolicionista afroamericano Frederick Douglass, reclutó de manera entusiasta regimientos de soldados negros en las Infanterías 54 y 55 de Massachusetts.
La 54ª, siendo la primera de su naturaleza, atrajo mucha publicidad durante su formación. Para asegurar éxito en su experimento, Andrew solicitó donaciones y apoyo político de muchas de las familias adineradas de Boston. Ganó gran protección de la élite de la capital al ofrecer el comando del regimiento a Robert Gould Shaw, hijo de prominentes bostonianos. La 54ª de Massachusetts ganó fama en su asalto al Fuerte Wagner en la Isla Morris de Charleston Harbor, en la cual el Coronel Shaw perdió la vida. La película Glory, de 1989, está basada en la historia y hazañas de este regimiento. 

### Oficiales generales

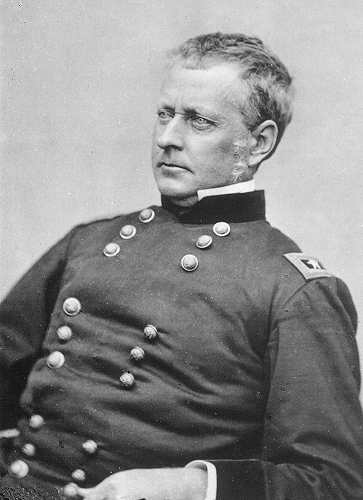
El general mayor Joseph Hooker de Hadley, Massachusetts.

Los generales de Massachusetts comandaron diversos departamentos del ejército, e incluyeron al comandante del Ejército del Potomac así como muchos comandantes de brigadas. 
Uno de los generales más prominentes de Massachusetts fue el general mayor Joseph Hooker, nacido en Hadley y graduado de la Academia Militar de Estados Unidos en West Point. previamente había prestado servicio en el ejército regular durante la intervención estadounidense en México. Al inicio de la guerra de Secesión, fue comisionado como General Brigadier y ascendió a Comandante Brigadier, a Comandante de División, a Comandante del Cuerpo I, el cual dirigió durante la batalla de Antietam. Después de esa batalla, fue puesto al mando del V Cuerpo y luego de la Gran División central del Ejército de Potomac, compuesta por el III Cuerpo y el V Cuerpo. El 26 de enero de 1863, fue ascendido a Comandante de todo el Ejército de Potomac. A pesar de que había rejuvenecido el espíritu de los soldados de su ejército al distribuir de una mejor manera las reservas y el alimento, Hooker fue incapaz de liderar a su ejército en el campo de batalla. Finalmente, su inacción durante la batalla de Chancellorsville lo llevaron a renunciar como comandante. Fue transferido al Departamento de Cumberland, donde comandó a los Cuerpos XI y XII durante varias campañas en el este, tales como la batalla de Lookout Mountain. Hooker renunció a su mando tras el ascenso del general mayor Oliver O. Howard al mando del Ejército de Tennessee, un puesto al que Hooker aspiraba. Joseph ooker desempeñó ya a finales de la guerra un rol administrativo, trabajando para el Departamento del Norte (el cual consistía en fortificaciones armadas y tropas en Míchigan, Ohio, Indiana e Illinois) y en el Departamento del Este (el cual consistía en instalaciones militares en Nueva Inglaterra, Nueva York y Nueva Jersey).
El mayor general Nathaniel P. Banks, exgobernador de Massachusetts, fue uno de los primeros hombres en ser designado como mayor general por el presidente Lincoln. En julio de 1861, Banks comandó el Departamento de Shenandoah. En mayo de 1862, fue reemplazado por el general Stonewall Jackson y forzado a abandonar el valle de Shenandoah. Comandó tras esto el Cuerpo II durante la Campaña del Norte de Virginia y fue transferido con el tiempo al comando del Departamento del Golfo, coordinando los esfuerzos militares en Luisiana y Texas. Con estas capacidades, Banks lideró campañas importantes a nivel estratégico, como el sitio de Port Hudson en el verano de 1863. También comandó, en contra de su voluntad, la desastrosa Campaña del Río Rojo en la primavera de 1864, la cual terminó con su carrera militar en el campo de batalla.
Otro general destacado de Massachusetts, fue el mayor general Edwin Vose Sumner, nacido en 1779: está considerado el general de más edad en participar en la totalidad de la contienda. Anteriormente había prestado servicio en el ejército regular durante la Guerra México-Estados Unidos y en otras campañas del Oeste. Durante la Guerra de Secesión, Sumner comandó el Cuerpo II en la Campaña de Maryland y después la Gran División Derecha del Ejército del Potomac durante la Campaña de Fredericksburg. Tras la batalla de Fredericksburg, renunció a su comando en enero de 1863 y se dispuso su transferencia al Comando del Departamento de Misuri. No obstante, nunca alcanzó este puesto: murió de un ataque al corazón estando de  camino el 21 de marzo de 1863. Tenía 66 años.
Otros generales importantes de Massachusetts fueron el general mayor Darius Couch, nombrado comandante del Cuerpo II del Departamento de Susquehanna; el general mayor John G. Barnard, organizador de las defensas de Washington D. C. y Jefe de Ingenieros de los Ejércitos de la Unión en el Campo de batalla; y el general mayor Isaac Stevens, un graduado con honores en su promoción de West Point que comandó la División de Cuerpo IX.

## Material bélico

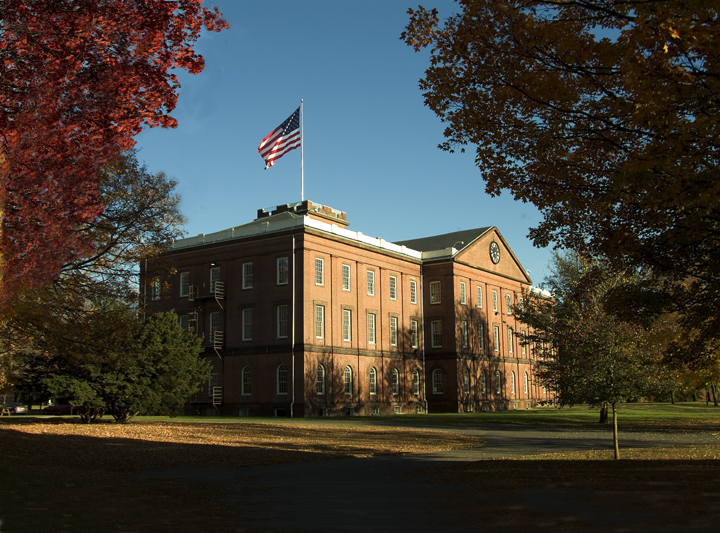
La Armería de Springfield, establecida en 1794.

El avanzado grado de industrialización del norte, comparado con la ruralidad de los estados confederados, fue un factor clave en la victoria de los unionistas. Massachusetts en general, y la Armería de Springfield en particular, jugaron un papel decisivo en el suministro de armas y equipo para el Ejército de los Unidos.
Justo antes del inicio de la contienda, la Armería de Springfield era una de las dos únicas armerías federales del país, (la otra era la Armería Harpes Ferry). Tras el ataque en el Fuerte Sumter (Carolina de Sur) que provocó el estallido de la guerra, el gobernador Andrew escribió al Secretario de Guerra Simon Cameron, urgiéndole a cesar la financiación de la Armería de Harpes Ferry, que en ese momento estaba en suelo confederado. De esta forma, todos los fondos federales se destinarón a para mejorar el desempeño de la Armería de Springfield. Esta institución producía la inmensa mayoría de las armas de infantería durante la guerra, entre ellas, el famoso fusil de avancarga Springfield Modelo 1861. Para finales de la guerra, cerca de 1.5 millones de armas se habían producido y comercializado a través de numerosos contratistas a lo largo del país.
Otra fuente clave de material bélico en Massachusetts fue el Arsenal de Watertown, que producía municiones, cargadores de armas y pertrechos militares de cuero. Algunas empresas privadas de manufactura de armas, como Smith & Wesson, también se lucraron gracias a los muchos contratos del gobierno de los Estados Unidos. Por ejemplo, Ames Manufacturing Company, de Chicopee, se convirtió en uno de los proveedores más importantes a nivel nacional en la producción y venta de armas blancas, cañones, y armas de grueso calibre.
A pesar de que Massachusetts era el centro principal para la construcción de barcos antes de la guerra, muchos de estos establecimientos se adaptaron de forma demasiado lenta a la nueva tecnología. Los pocos constructores de barcos del estado que recibieron contratos del gobierno fueron aquellos que habían invertido en la tecnología del hierro antes de la guerra. Estos incluyeron a las empresas City Point Works, gestionada por Harrison Loring; y Atlantic Iron Works, manejada por Nelson Curtis, las dos compañías de Boston que produgeron monitores clase Passaic durante la guerra. Por su parte, el Patio de la Marina de Boston también fabricaba pequeñas embarcaciones cañoneras.

## Organizaciones de asistencia
Muchas organizaciones y particulares que participaron en labores de asistencia a soldados provenían de Massachusetts.  
Una de ellas era Dorothea Dix, quien antes del conflicto había recorrido la nación promoviendo una atención médica apropiada para los pobres y los enfermos psiquiátricos. A comienzos de la guerra, convenció al ejército de establecer un Comité de Enfermeras Mujeres el 23 de abril de 1861 y convirtiéndose en la primera mujer en tener un comité nacional. Dix procedió a reclutar mujeres que anteriormente habían estado prestando servicio voluntario de forma independiente. Se enfrentó a los juicios de muchos generales y cargos militares, quienes dudaban del desempeño de las mujeres como enfermeras de guerra. considerando las limitaciones de esos tiempos, fue demostrar que las mujeres podían servir de manera competente en los hospitales militares de hombres. Se dice que Dix, con la necesidad constante de demostrar que las mujeres eran competentes, rechazaba a enfermeras que eran muy jóvenes o atractivas, creyendo que los pacientes y cirujanos no las tomarían en serio. De hecho, los cirujanos del Ejército de los Estados Unidos a veces rechazaban a las enfermeras del Comité de Dix, argumentando que eran obstinadas y no seguían ningún protocolo militar. A pesar de dichos obstáculos, Dix pudo ingresar a enfermeras mujeres en hospitales de todo el norte. 

por su parte, el reverendo Henry Whitney Bellows adoptó un enfoque diferente, estableciendo una organización civil de enfermería separada del Ejército. Bellows fue el fundador de la Comisión Sanitaria de los Estados Unidos, una organización privada de socorro de la cual ejercía la presidencia. Debido a su influencia en Boston (estudió medicina y teología en Harvard), Bellows fue a Washington en mayo de 1861 como jefe de una delegación  de médicos que representaban a la Asociación de Asistencia Central de Mujeres de Nueva York y otras organizaciones. La intención de Bellows era convencer al gobierno de establecer una rama auxiliar de la Comisión Médica del Ejército. La Comisión de Sanidad, establecida por el Presidente Lincoln el 13 de junio de 1861, proveía a las enfermeras voluntarias con suministros médicos y organizaba los ingresos en hospitales y hogares de soldados.

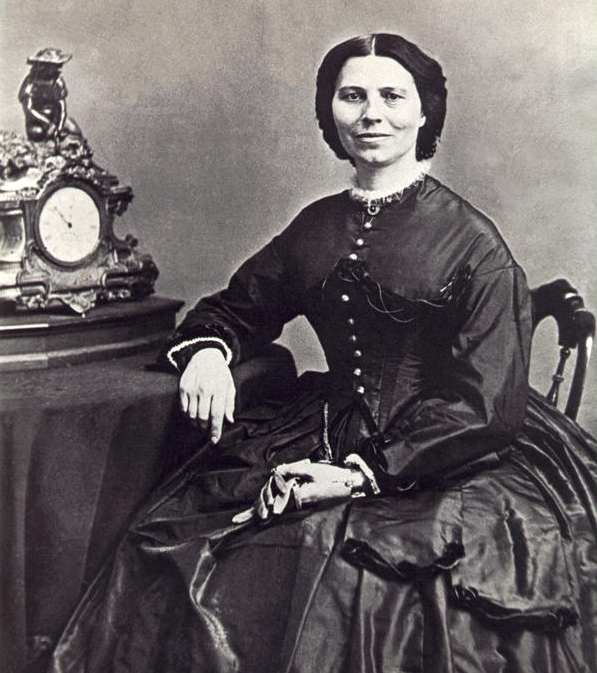
Clara Barton,"Ángel del campo de batalla".

Clara Barton, una ex profesora de Oxford, Massachusetts y asistente en la Oficina de Patentes de Estados Unidos, creó un esfuerzo de asistencia enteramente individual. En el verano de 1861, en respuesta a un desabastecimiento de alimentos y medicina en el creciente ejército de la Unión, Barton comenzó a comprar y distribuir por su cuenta suministros a soldados heridos en Washington. en algún punto de la contienda , debido a la falta de suministros en los hospitales, Barton trasladó  sus esfuerzos al campo de batalla. Se le garantizaba el acceso a través de las líneas de batalla y ayudó a los heridos en numerosas campañas, ganándose el sobrenombre de "Angel of the Battlefield" (Ángel del campo de batalla). Alcanzó fama nacional, e incluso los más respetados cirujanos del ejército solicitaban su asistencia en la gestión de sus hospitales de campaña.

## Secuelas y la Reconstrucción
En total, 12.976 hombres de servicio de Massachusetts murieron durante la guerra de Secesión, lo que suponía cerca del ocho por ciento de los enlistados y alrededor del uno por ciento de la población estatal (la población en Massachusetts en 1860 era de 1.231.066). No hay disponibles estadísticas oficiales para el número de heridos. A lo largo de la nación, algunas organizaciones como el Gran Ejército de la República se establecieron para ofrecer ayuda a los veteranos, viudas y huérfanos. Massachusetts fue el primer estado en organizar Cuerpos Femeninos de Auxilio en 1879.

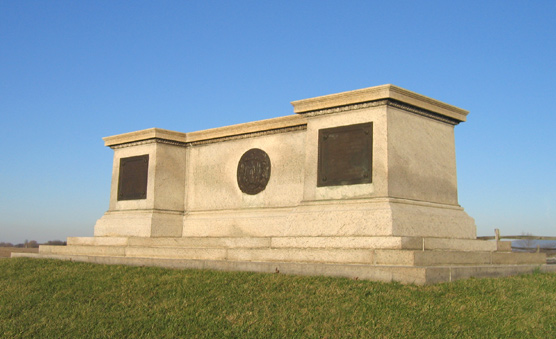
El monumento al Estado de Massachusetts en el campo de batalla de Antietam.

Con la guerra terminada, el gobernador Andrew dio su misión por finalizada y declaró, en septiembre de 1865, que no buscaría una reelección. Pese a esto, el Partido Republicano en Massachusetts se volvió más fuerte que nunca incluso en los siguientes años. El Partido Demócrata seguiría sin tener representación funcional en el estado de Massachusetts  hasta pasados los 10 años, debido a sus ideales de no guerra. El grupo más afectado por este cambio político fue la comunidad creciente de irlandeses en Boston, quienes confiaban en el Partido Demócrata y se quedaron sin representación política durante años.
Tras la guerra, la postura antiesclavista de los senadores Sumner y Wilson evolucionó en un apoyo incondicional a lo que llamaron "Reconstrucción Radical" del Sur. Su programa político incluía Derechos Civiles para los afroamericanos y tratos duros para los ex-confederados.
Por un tiempo, los republicanos radicales avanzaron con su agenda de medidas radicales al aplicar algunas reformas. De acuerdo con el historiador Eric Foner, los legisladores del estado de Massachusetts aprobaron las primeras leyes comprensivas integradoras en la historia del país en 1865. A nivel nacional, Sumner se unió con el representante Thaddeus Stevens de Pennsylvania y otros para lograr la aprobación del Congreso en el Acta de Derechos Civiles de 1866 y las enmiendas 13, 14 y 15 a la Constitución de los Estados Unidos, prohibiendo la esclavitud y favoreciendo los derechos de ciudadanía a los ex-esclavos. 
Sin embargo, a inicios de 1867, una campaña en contra de los Republicanos Radicales y sus ideales de Derechos Civiles los volvieron muy poco populares, incluso en Massachusetts. Cuando Sumner trató de promover reformas en 1867, incluyendo la integración racial en las escuelas del Sur y la redistribución de tierras a ex-esclavos, incluso Wilson se negó a apoyarlo. Para la década de 1870, los Republicanos Radicales habían perdido  su poder en la Reconstrucción, en beneficio de las bancadas más moderadas.
Culturalmente hablando, Massachusetts después de la guerra de Secesión, cesó poco a poco de ser el centro nacional de los movimientos reformistas (como la evangelicalismo, el Movimiento por la Templanza y la antiesclavitud) como había sido antes de la guerra. La creciente industrialización, agudizada parcialmente por la guerra, creó una nueva cultura de competencia y materialismo.
En 1869, Boston fue el lugar de celebración del Jubileo de Paz Nacional, una gala masiva para honorar a los veteranos y celebrar el retorno de la paz. Ideada por el compositor Patrick Gilmore, quien prestó servicio en la banda del ejército, la celebración se llevó a cabo en la arena de Boston Back Bay, con capacidad para 100.000 invitadosy construida para el evento. Se encargó un nuevo himno para la ocasión, compuesto por Oliver Wendell Holmes Sr. y adaptado al Himno Americano de Matthias Keller. El evento, que duró cinco días, contó con un coro de casi 11.000 personas y una orquesta de más de 500 músicos. Fue el encuentro musical más grande del continente hasta ese momento.